# Uí Maine
Uí Maine era un dels regnes més antics i extensos situat a Connacht, Irlanda. El seu territori, d'uns 2.600 km² abastava tot el que ara és el nord, est i sud del Comtat de Galway, i el sud i centre de Roscommon, una àrea prop del Comtat de Clare, i en algun moment inclouria també un banc de terra a l'est del riu Shannon, amb la parròquia de Lusmagh d'Offaly.
Hi hagué dos diferents Uí Maine, el de Tethbae i el de Connacht, ambdues tribus separades pel Shannon. Els habitants del regne es consideraven descendents de Máine Mòr, que va guanyar el territori en combat. Els seus subregnes, també dits senyorius, incloïen –entre altres– Tír Soghain, Corco Mogha, Delbhna Nuadat, Síol Anmchadha, i Máenmaige. Aquests regnes els poblaven branques menors de la dinastia Uí Maine, o súbdits d'altres ètnies.
Els Uí Maine són les dinasties irlandeses més antigues encara representades hui entre la noblesa irlandesa reconeguda i els Caps del Nom: els O'Kelly de Gallagh i Tycooly, príncep d'Uí Maine i comte del Sacre Imperi Romanogermànic. Els Fox (O'Kearney) poden representar els Uí Maine de Tethbae de l'est.

## Antiguitat
Es diu que Máine Mòr establí el seu regne al voltant del 357, i governà cinquanta anys. Abans de la seua arribada, l'àrea havia estat ocupada pels Fir Bolg, governats pel rei Cian d'Fhearaibh Bolg.

### Dirigents primerencs (en ordre)
| Nom                                           | Anys governats | Mort                      |
| --------------------------------------------- | -------------- | ------------------------- |
| Máine Mòr                                     | 50 anys        | Mort natural              |
| Breasal mac Maine Mòr Fill de Máine Mór       | 30 anys        | Mort natural              |
| Fiachra Finlandès Fill de Bresal              | 17 anys        | Mort pel seu germà        |
| Connall Cas Ciabhach Fill de Bresal           | 22 anys        | Assassinat                |
| Dallán mac Breasal Germà de Fiachra finlandés | 11 anys        | Mortalment ferit i ofegat |
| Duach mac Dallán Fill de Dallan               | 16 anys        | Mort per Maine Macamh     |
| Lughaidh mac Dallán Fill de Dallan            | 14 anys        | Mort natural              |
| Feradhach mac Lughaidh Fill de Lughaidh       | 24 anys        | Mort pel seu successor    |
| Marcán                                        | 15 anys        | Mort per l'espasa         |
| Feradhach mac Lughaidh Fill de Feradhach      | 9 anys         | Mort pel seu successor    |

## Famílies principals
Entre els descendents del clan hi ha els O Ceallaigh, O Madadháin, O Neachtain, O Cnaimhín, O Domhnalláin, O Maolalaidh, O Fallamháin.

## Costum
Un text de començaments del s. XV, Nosa Uí Maine, afirma que reberen premis i tresors com:
- Una porció de totes les "fortaleses i ciutats portuàries de la província"
- Una porció de tots els premis i naufragis del mar
  - Incloïa qualssevol vins o béns que arribassen a la costa de naufragis, etc.
  - També incloïa balenes i peix, que seria conegut com a "peix reial" i donat només als reis i reines
- Tresors ocults sota terra; totes les mines d'or i argent i altres metalls
- Rebien un terç de tots els ingressos del rei de Connacht de qualsevol altra província
- Els ingressos (o eric) per matar una persona considerada important, en un document registrat establert en "168 vaques".

Junt amb els privilegis que reis i reines d'Uí Maine rebien, els clans que lluitaven per Uí Maine també tenien privilegis:
- Qualsevol membre d'un clan podia triar entre anar a la batalla a la primavera o tardor. La majoria de membres que escollien no anar a la batalla es dedicaven als seus conreus.
- Es requeria que "cap persona de la província puga ser pres com a testimoni contra aquestes tribus, però altres Hy Manian sí poden ser testimoni".
- Si el rei de Connacht no acaba una batalla en 6 setmanes o menys, si lluitaven a Ulster o Leinster, s'autoritzava a qualsevol a tornar casa.
- "Així i tot, es poden acusar les persones deshonestes, només una persona present cal per punir-les o provar-ho en contra de l'altra part."
- Els Mhaine serien batejats pels Comharba de St. Bridget. Si els pares escollien no batejar els seus xiquets en St. Bridget perquè vivien massa lluny havien de pagar un penic als Comharba.
- Els Uí Mhaine havien de pagar un sgreaball ongtha als Comharba per preparar-se per a la mort durant una malaltia. La tarifa n'eren 3 penics irlandesos.